# Хопёро-Донская операция (1919)
Хопёро-Донская операция — наступление 20 ноября — 8 декабря 1919 войск 9-й армии Юго-Восточного фронта Красной армии, усиленной Конно-сводным корпусом 10-й армии, против сил Донской армии с целью обеспечения устойчивости левого крыла Южного фронта и выхода на реку Дон.

## Предыстория
Красная армия успешно провела Воронежско-Касторненскую операцию, нанеся поражение войскам ВСЮР. Отход Добровольческой армии на юг открыл левый фланг Донской армии. В середине ноября 1919 года Донская армия, опасаясь флангового удара, вынуждена была отказаться от дальнейшего наступления на север.

## Расстановка сил
К моменту начала операции Донская армия белых (командующий генерал В. И. Сидорин) держала оборону на рубеже Бобров, Берёзовка, Арчединская и составляла около 13,7 тысяч штыков, 13,2 тысяч сабель, 90 орудий, 500 пулемётов. Войска 9-й армии РККА (командующий А. К. Степин, члены РВС Н. А. Анисимов, А. Г. Белобородов) и Конно-сводный корпус (командующий Б. М. Думенко) насчитывали до 13,4 тысяч штыков, 4,6 тысяч сабель, 160 орудий, 660 пулеметов.

## Планы сторон
Замысел командования красных войск заключался в том, чтобы нанести главный удар основными силами 9-й армии (36-я, 23-я и 14-я стрелковые дивизии) и конным корпусом Думенко в стык между 3-м и 2-м Донскими корпусами противника, разгромить их и выйти на рубеж Павловск, устье реки Медведица. Для обеспечения наступления главных сил планировалось нанесение двух вспомогательных ударов: на правом фланге армии силами кавалерийской дивизии М. Ф. Блинова на Таловую, Павловск с целью разгрома ликинско-бобровской группировки белогвардейцев во взаимодействии с левофланговыми дивизиями 8-й армии Южного фронта (33-й и 40-й стрелковыми дивизиями) и на левом фланге — силами 22-й стрелковой дивизии на станицы Кумылженская, Усть-Медведицкая с задачей разгромить части 1-го Донского корпуса белых в районе реки Медведица во взаимодействии с 32-й стрелковой дивизией 10-й армии.

## Ход операции
Наступление красных войск началось 20 ноября. Кавалерийская дивизия Блинова прорвала оборону Донской армии и 23 ноября взяла Бутурлиновку, в этом бою погиб командир дивизии М. Ф. Блинов. Однако белые силами 1-й Донской кавалерийской дивизии, 7-й Донской кавалерийской бригады (3-го Донского корпуса) и конной группы 2-го Донского корпуса нанесли фланговый контрудар по кавалерийской дивизии Блинова и к 25 ноября отбросили её в район Таловой. 26 ноября войска красных форсировали реку Хопёр на широком фронте, заняв плацдарм на её правом берегу. Основные силы 9-й армии прорвали оборону войск 7-й и Сводной донских дивизий 2-го Донского корпуса и 28 ноября конный корпус Думенко захватил Калач. 22-я стрелковая дивизия нанесла удар по 6-й Донской пластунской дивизии белогвардейцев и отбросила её к 26 ноября на южный берег Дона.
Командование белых решило нанести удары по сходящимся направлениям на Калач конной группой 2-го Донского корпуса из района Бутурлиновки и 14-й Донской кавалерийской бригадой 1-го Донского корпуса из района Новой Криуши, чтобы окружить конный корпус Думенко и разгромить его. 28 ноября Донская армия перешла в контрнаступление. Под натиском белогвардейских сводной дивизии и 14-й кавалерийской бригады части 23-й стрелковой дивизии красных были вынуждены перейти к обороне, а 14-й стрелковой дивизии отступить.
В это время возобновила наступление кавалерийская дивизия Блинова, которая при поддержке 21-й стрелковой дивизии (из резерва 9-й армии) разбила в районе Бутурлиновки конную группу 2-го Донского корпуса и вместе с конным корпусом Думенко стала теснить войска белых на юг. Не выдержав напора красных войск, противник начал общее отступление. Войска 9-й армии и конный корпус вместе с 40-й стрелковой дивизией, начав преследование, 8 декабря вышли к реке Дон на участке Россошь, Усть-Медведицкая.

## Итоги
Успешный выбор направления главного удара Красной армии привёл к тому, что Донская армия была рассечена на две части. Это вынудило командование белых, спасая войска от полного разгрома, отвести их на южный берег Дона. Недостаток конницы не позволил войскам красных завершить окружение противника и стал причиной медленных темпов наступления, которые составляли 5 км в сутки при глубине операции до 100 км.
Вначале красным удалось форсировать Дон, но к концу января они были вновь выбиты на северный берег. 20 февраля Добровольческий корпус под командованием ген. А. П. Кутепова занял Ростов-на-Дону. Это была последняя победа белых на южном фронте.